# هنري هيرز
هنري هيرز (بالفرنسية: Henri Herz)‏ هو صانع بيانو ‏ وملحن وعازف بيانو فرنسي ونمساوي، ولد في 6 يناير 1803 في فيينا في النمسا، وتوفي في 5 يناير 1888 في باريس في فرنسا.

## وصلات خارجية
- هنري هيرز على موقع الموسوعة البريطانية (الإنجليزية)
- هنري هيرز على موقع ميوزك برينز (الإنجليزية)
- هنري هيرز على موقع أول ميوزيك (الإنجليزية)
- هنري هيرز على موقع ديسكوغز (الإنجليزية)